# Heading for the Light
Heading for the Light (englisch sinngemäß für: „Auf dem Weg zum Licht“) ist ein Lied der Traveling Wilburys, das diese 1988 für ihr Debütalbum Traveling Wilburys Vol. 1 aufnahmen und das im April 1989 als Single A-Seite ausgekoppelt wurde.

## Hintergrund
Heading for the Light wurde hauptsächlich von George Harrison geschrieben. Alle fünf Mitglieder der Traveling Wilburys erhielten jedoch einen Songwriting-Kredit, der dem Konzept hinter dem Traveling Wilburys-Projekt entspricht. Der Sound des Liedes ähnelt dem Sound auf Harrisons Album Cloud Nine.
Der Text von Heading for the Light handelt von einem Menschen der sich in einer tiefen persönlichen Krise befindet, dabei wendet sich der Sänger an eine andere Person oder Gottheit und befindet sich seitdem auf dem Weg zum Licht, so lautet die erste Strophe: „Ich bin umhergeirrt, mit nichts weiter als Zeit in meinen Händen, Ich war verloren in der Nacht, ohne dich zu sehen. Und manchmal war es so traurig und einsam, Auf dem Weg zum Licht.“
Ursprünglich war es geplant Heading for the Light als dritte Singleauskopplung aus dem Album Traveling Wilburys Vol. 1 zu veröffentlichen, letztendlich erschien die Single nur in Deutschland und Australien. In den USA erschien der Song lediglich als Promo-Single und erreichte Platz 7 der Billboard Album Rock Tracks Charts, basierend auf Radioeinsätzen. Für Heading for the Light wurde kein offizielles Musikvideo hergestellt.

## Aufnahme
Die Aufnahmen für Heading for the Light fanden zwischen dem 7. und 16. Mai 1988 in Dave Stewarts eigenem Studio in Los Angeles Kalifornien statt. Toningenieur war Bill Botrell. In George Harrisons Friar Park Studio, Henley on Thames (F.P.S.H.O.T.), Oxfordshire wurden die Lieder des Albums fertiggestellt. Ausführende Produzenten des Liedes waren Jeff Lynne und George Harrison. Toningenieure waren Richard Dodd und Phillip McDonald.
Besetzung:
- Nelson Wilbury (George Harrison): Gesang, E-Gitarre, Akustikgitarre
- Lefty Wilbury (Roy Orbison): Gesang, Akustikgitarre
- Lucky Wilbury (Bob Dylan): Akustikgitarre
- Otis Wilbury (Jeff Lynne): Gesang, Akustikgitarre, Bassgitarre, Keyboard
- Charlie T Wilbury Jr. (Tom Petty): Gesang, Akustikgitarre
- Jim Keltner: Schlagzeug
- Jim Horn: Saxofon
- Ray Cooper: Perkussion

## Veröffentlichung
- Am 25. Oktober 1988 wurde in den USA und am 24. Oktober 1988 in Großbritannien das Album Traveling Wilburys Vol. 1 veröffentlicht, auf dem sich Heading for the Light befindet.
- In Deutschland erschien im April 1989 eine dritte Singleauskopplung aus dem Album, Heading for the Light / Rattled,[3] diese war auch als Maxi-Single im 3″-CD-[4] und 12″-Vinyl-Format[5] erhältlich: Heading for the Light / Rattled / Last Night. In den USA wurden Promotion-CDs von Heading for the Light hergestellt.
- Am 11. Juni 2007 erschien das remasterte Kompilationsalbum The Traveling Wilburys Collection auf dem sich auch Heading for the Light befindet.

## Chartplatzierungen
Die Single konnte sich in Deutschland nicht platzieren.

## Coverversionen
Es gibt mindestens drei bekannte Coverversionen von Heading for the Light.